# سحب المقاتلة تيميراير إلى مثواها الأخير (لوحة)
سَحب المُقَاتِلَةُ تيَميراير إلى مثَوَاها الأَخير (بالإنجليزية: The Fighting Temeraire, tugged to her last berth to be broken up, 1838)‏ هي لوحة زيتية بريشة الفنان الإنجليزي ويليام تورنر، رُسمت عام 1838 وعُرضت في الأكاديمية الملكية عام 1839. تصور اللوحة السفينة أج أم أس تيميراير ذات الـ 98 مدفعًا، وهي واحدة من آخر السفن ذات الدرجة الثانية التي لعبت دورًا في معركة طرف الغار، حيث تم سحبها فوق نهر التايمز بواسطة قاطرة بخارية ذات عجلة مجداف في عام 1838 ، نحو نهايتها. مرسى في روثرهيث ليتم تفكيكه. اللوحة الآن معلقة في المعرض الوطني بلندن، بعد أن أورثها الفنان للأمة عام 1851. في استطلاع نظمه برنامج اليوم على راديو بي بي سي في عام 2005 ، تم التصويت عليها باعتبارها اللوحة المفضلة للأمة. في عام 2020 ، تم تضمينه في فئة 20 الجنيهً الإسترليني الجديد.

## خلفية
عندما جاء تيرنر لرسم هذه أللوحة، كان في ذروة حياته المهنية، بعد أن عرض في الأكاديمية الملكية، لندن، لمدة 40 عامًا. اشتهر بلوحاته ذات الأجواء العالية التي استكشف فيها موضوعات الطقس والبحر وتأثيرات الضوء. قضى معظم حياته بالقرب من نهر التايمز وقام بالعديد من اللوحات الفنية للسفن ومشاهد بجانب الماء، سواء بالألوان المائية أو بالزيوت. كثيرًا ما كان تيرنر يرسم رسومات صغيرة ثم يرسمها في اللوحات النهائية في الاستوديو.
يلخص العلماء حاليًا إلى أن تيرنر ربما يكون قد شهد أو لم يشهد السحب الفعلي لـ تيميراير، على الرغم من أن العديد من الروايات القديمة تقول إنه شاهد الحدث من مجموعة متنوعة من الأماكن على النهر.
لقد استخدم ترخيصًا كبيرًا في اللوحة، والتي كان لها معنى رمزي يقدره جمهوره الأول على الفور.  كان تيرنر في الثامنة والعشرين من عمره عندما دخلت بريطانيا الحروب النابليونية و «كان لديها خط وطني قوي». كانت السفينة تيميراير سفينة مشهورة من أدائها البطولي في معركة طرف الغار، وقد اجتذب بيعها من قبل الأميرالية تغطية صحفية كبيرة، والتي ربما كانت سبب لفت انتباهه إلى الموضوع.

## رمزية اللوحة

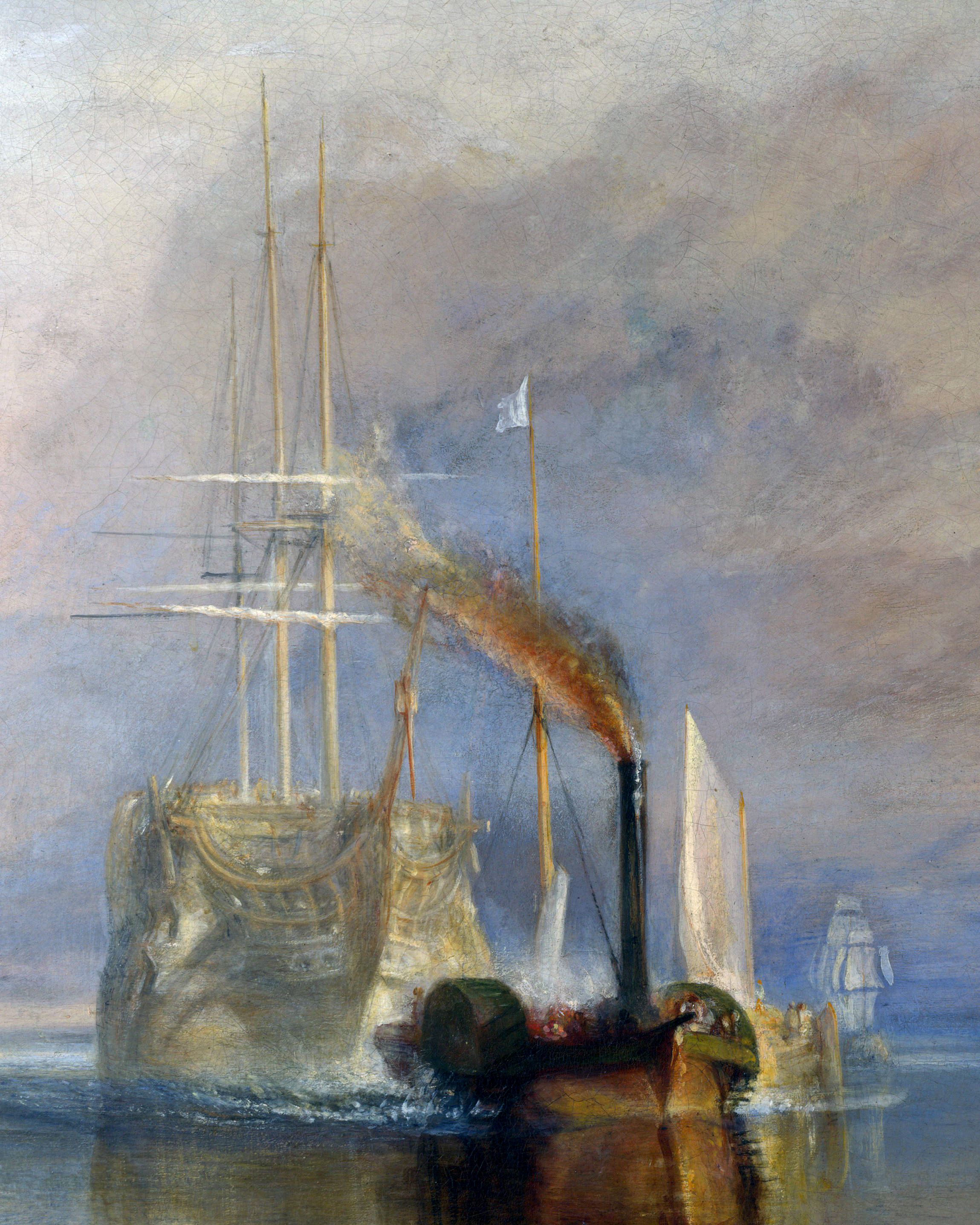
تفاصيل.

تركيبة هذه اللوحة غير عادية بحيث يكون موضوعها هو ما ركز عليه الفنان، وهو السفينة الحربية القديمة «تيميراير»، موضوعة بشكل جيد على يسار اللوحة، حيث ترتفع في بأسلوب فخم ذاو ألوان شبه شبحية مقابل مثلث من السماء الزرقاء والضباب المتصاعد يرميها في راحة المشاهد. يتناقض جمال السفينة القديمة مع زورق القطر المتسخ ذي اللون الأسود والمدخنة الطويلة، والتي تؤدي إلى تموج السطح الثابت للنهر.
يؤطر المثلث الأزرق المثلث الثاني من صارية السفينة، والتي تقل في الحجم كلما أصبحت أكثر بعدًا. تيميراير التي اجتازت مع زورق القطر مركبًا نهريًا صغيرًا ذو شراع صغير بالكاد يلتقط نسيمًا. وراء هذا، تنجرف منصة حفر مربعة، أشرعتها الممتدة بالكامل. تظهر مركبة صغيرة أخرى على شكل رقعة بيضاء أبعد أسفل النهر. في المسافة البعيدة، وراء زورق القطر الثاني الذي يشق طريقه نحوهم، ترسو سفينة ذات ثلاثة صواري. تظهر الأوعية المكسوة تقادم الشراع.
على الجانب الآخر من اللوحة إلى تيميراير، على نفس المسافة من الإطار بالقرب من الصاري الرئيسي للسفينة، تغرب الشمس فوق المصب، وتمد أشعاعها إلى السحب، وعبر سطح الماء. ينعكس أحمر الغيوم في النهر مكررًا لون الدخان المنبعث من زورق السحب. غروب الشمس يرمز إلى نهاية عصر السفينة.
خلف تميراير، يلقي القمر شعاعًا عبر النهر، مما يرمز إلى بدء العصر الصناعي الجديد. إن زوال القوة البطولية هو الموضوع الرئيسي للوحة. لقد قيل أن السفينة تمثل الفنان نفسه، بماضٍ بارع ومجيد ولكن الآن يفكر في وفاته. أطلق تيرنر على العمل لقب «حبيبي».
كتب السير هنري نيوبولت لاحقًا أغنية بعنوان «تيميراير المقاتلة»، واصفًا المشهد نفسه: «إنها تتلاشى أسفل النهر، لكن في أغنية أنكليزية إلى الأبد، إنها تيميراير المقاتلة».

## رخصة فنية

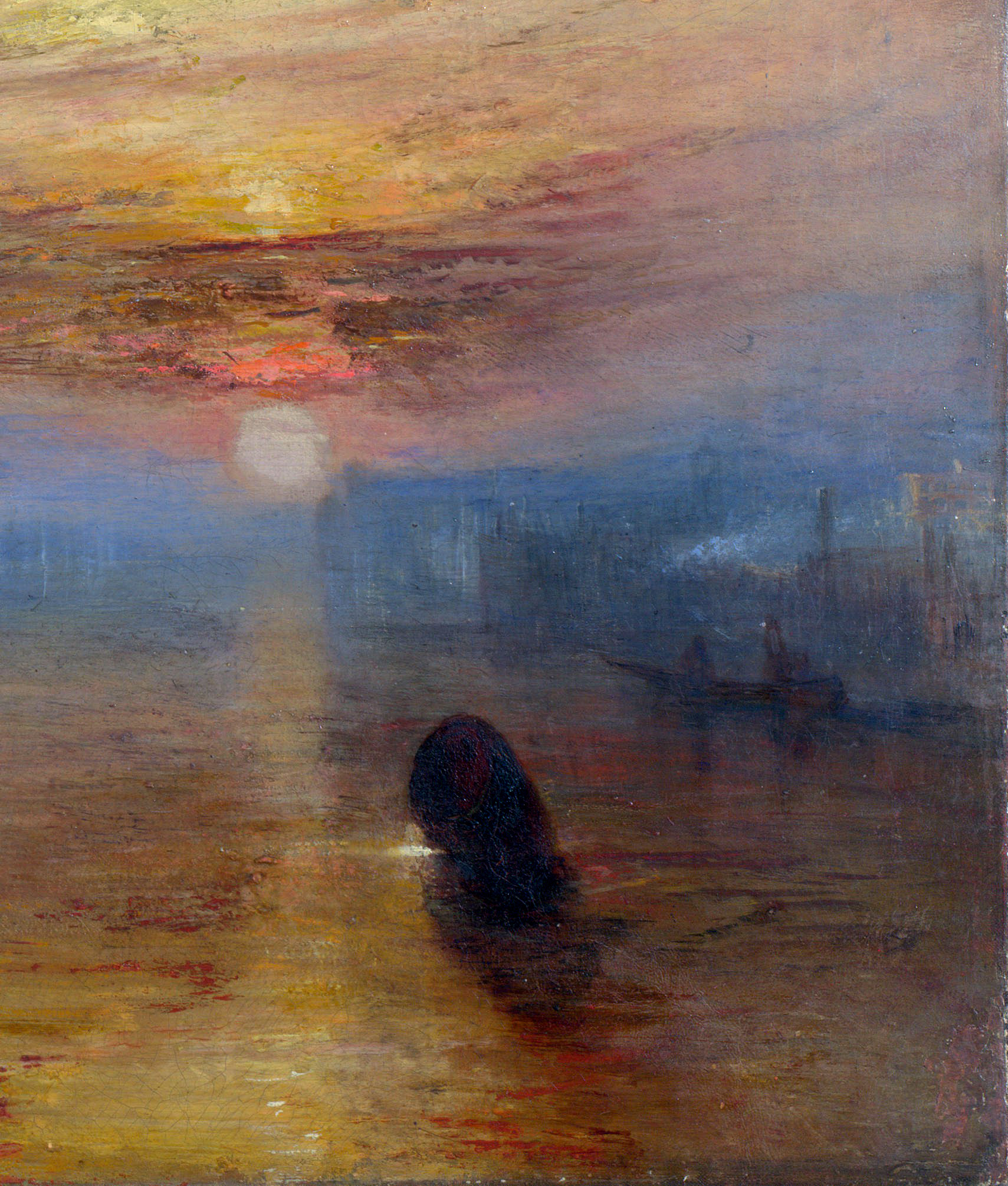
تفاصيل الزاوية اليمنى السفلية.

حصل تيرنر على بعض الترخيص الفني مع اللوحة. كانت السفينة معروفة لطاقمها باسم «البذيئة» بدلاً من «تيميراير المقاتلة». قبل بيعها للتفكيك السفينة جون بيتسون، كانت السفينة ترقد في مرفأ شيرنيس، ثم تم نقلها إلى رصيفه في روثرهايت،  ثم في سري. تمت إزالة صواري السفينة قبل بيعها ورحلتها إلى ساحة التفكيك.  تم إزالة جميع مدافعها ومراسيها ومعداتها المتنوعة وتم تفكيكها لاستخدامها كقطع غيار. تم جرها بواسطة زورقين قطر، وليس واحدًا فقط،  وفي الاتجاه الآخر في الغرب تغروب الشمس، بينما يقع مصب نهر التايمز في الطرف الشرقي للنهر.

## تاريخ أللوحة
عندما عُرضت اللوحة في الأكاديمية الملكية عام 1839 ، حققت اللوحة نجاحًا كبيرًا، وتمت الإشادة بها في العديد من المراجعات الصحفية المطولة التي تلقتها المعارض الصيفية بعد ذلك باعتبارها «لوحة مهمة للأيام الأخيرة لإحدى الحصون البريطانية» كما ذكرة جريدة المشاهد. [22] الروائي ويليام ميكبيس ثاكيراي، الذي كان يكتب لمجلة فريزر يقول «في شكل رسائل في الغالب» من المفترض أن «مايكل أنجيلو تيتمارش إسك». تخلى عن لهجته المعتادة عندما كان يناقش «مثل لهذه اللوحة الكبيرة التي تظهر على جدران أي أكاديمية، أو تأتي من حامل أي رسام».

عرض تيرنر اللوحة في عام 1839 مصحوبة بمقتطف معدَّل من قصيدة «يي مارينرز» لتوماس كامبل، نصها:
العلمَ الذي تحدى المعركةَ والنسيم،

لم يعد يمتلكها.

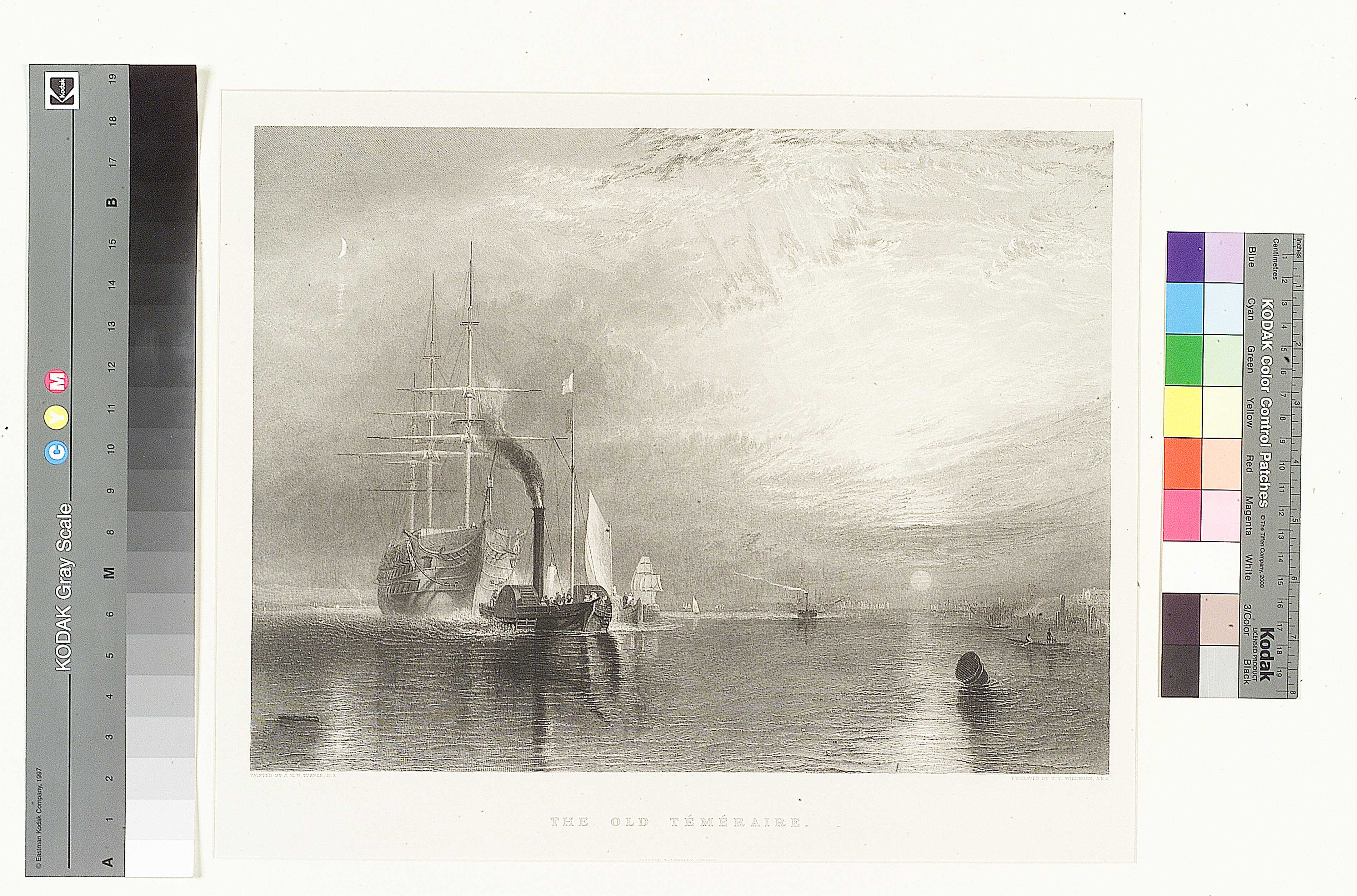
اعترض تيرنر على نقش جيمس تيبيتس ويلمور للوحة عام 1845 والذي يصحح اللوحة بوضع سارية القاطرة قبل مدخنتها.

احتفظ تيرنر باللوحة في الاستوديو الخاص به، والذي كان يستخدم أيضًا كصالة عرض للمشترين، حتى وفاته. في عام 1844 قام بإعارته كجزء من صفقته الخاصة بالنسخ إلى الناشر جيه هوغارث، الذي عرضه في مقره، ولكن بعد حوالي عام كتب تيرنر مسودة ملاحظة للرد على طلب آخر يقول «لا يمكن أن يدفعني المال أو الجميل إلى إقراض حبيبي مرة أخرى...». نُشر نقش هوغارث على الفولاذ لجيمس تيبيتس ويلمور، الذي غالبًا ما كان ينقش أعمال تيرنر، في عام 1845 وكان أول نسخ من العديد من النسخ التي نقشها في تقنيات مختلفة. في حوالي عام 1848 ، رفض تيرنر عرضًا لشراء اللوحة التي اشتهرت بكونها ذات قيمة 5000 جنيه إسترليني، تلاها «شيك على بياض»، بعد أن قرر تركها للأمة، وكان بالفعل ميسورة الحال.
من الواضح أنها كانت عادة من بين الأعمال المعروضة في الاستوديو، وقد ذكرها العديد من الزوار. كان ينوي ترك لوحاته للأمة ولكن شروط وصيته لم تكن واضحة وبعد وفاته عام 1851 تم الطعن في وصيته من قبل الأقارب، وانتهت عدة سنوات من التقاضي فقط في عام 1856 ، عندما كان هذا العمل ومجموعة كبيرة من الأعمال الأخرى دخلت مجموعة المعرض الوطني. تم تسليم معظم «أعمال تيرنر» إلى معرض تيت عندما تم تأسيسها في عام 1897 ، ولكن بقيت «المقاتلة تيميراير» في المعرض الوطني. كانت في معرض تيت (كما كان في ذلك الوقت) من عام 1910 إلى عام 1914 ومن 1960 إلى عام 1961 ، ولمدة ستة أشهر في عام 1987 للاحتفال بافتتاح معرض كلور هناك، والذي يضم بقية «أعمال تيرنر». في 1947-1948 ذهبت أللوحة في جولة أوروبية إلى أمستردام، برن، باريس، بروكسل، لييج، منتهية في بينالي البندقية. في عام 1952 تم عرضها في كيب تاون. 
تظل أللوحة في «حالة جيدة بشكل استثنائي»، بصرف النظر عن الورنيش الذي تغير لونه قليلاً، ويبدو أنه لم يتلق أبدًا علاجًا للحفظ بعد إزالة الأوساخ السطحية في عام 1945 والبطانة في عام 1963. تكشف صور الأشعة السينية أن تيرنر قد رسم ألوحة فوق لوحة قماشية قد بدأ عليها لوحة بحرية أخرى من قبل، مع شراع كبير حيث توجد الهياكل الموجودة فوق سطح السفينة الآن. 

## في الثقافة الشعبية
في فبراير 2020 ، قدم بنك إنجلترا ورقة بوليمر جديدة بقيمة 20 جنيهًا إسترلينيًا، تحتوي على بورترية ذاتية لتيرنر، مع «المقاتلة تيميراير» في الخلفية. وأقتباس «لذلك فالضوء ملون» من محاضرة ألقاها تيرنر عام 1818 ، كما تم تضمين نسخة من توقيعه كما ورد في وصيته.
تم استخدام اللوحة في فيلم جيمس بوند «سكايفول» عام 2012 لتكون رمزًا لعصر بوند والمكانة الحالية له في جهاز الاستخبارات البريطاني.
اللوحة هي مصدر إلهام «اللوحة المتوهجة» الموجودة في سلسلة أنيمل كروسينغ من نينتندو.

## الرسام

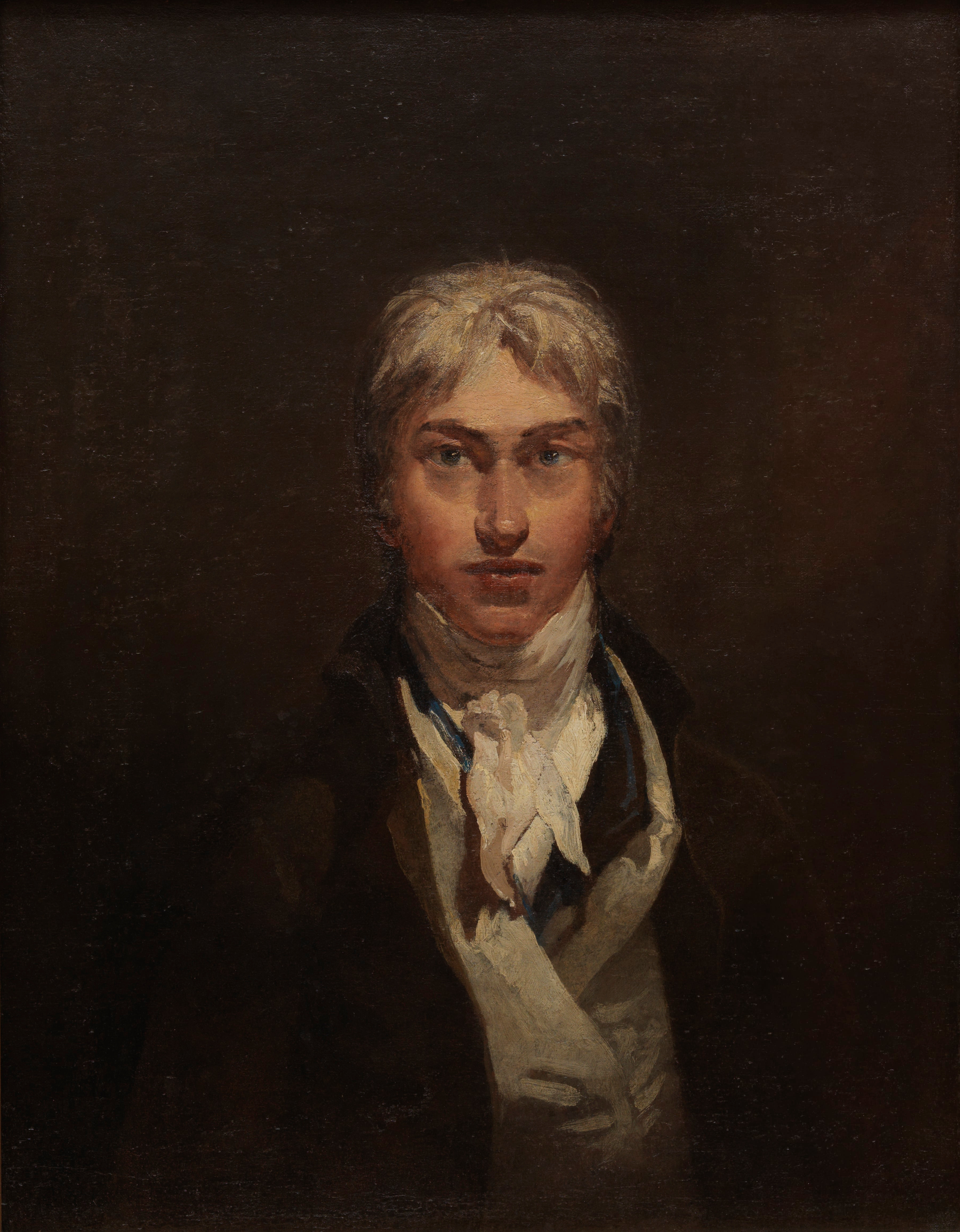
ويليام تيرنر

جوزيف مالورد ويليام تيرنر تم عمادته في 14 مايو 1775، توفي في 19 ديسمبر 1851،  هو فنان رومانسي إنكليزي اشتهر برسوماته حول الطبيعية ومائياته والطبعات الفنية. وكان تيرنر مثيرا للجدل في حياته إلا أنه الآن يعدّ الفنان الذي سما بالرسم الطبيعي إلى مستويات تناطح مكانة الرسم التاريخي. اشتهر برسوماته الزيتية كما يعدّ من كبار رسامي المائيات البريطانيين. واشتهر بلقب «رسام الضوء». تعدّ أعماله مقدمة رومانسية للفن الإنطباعي. كما وسمت بعض رسوماته بخانة الفنون التجريدية قبل بزوخها في بدايات القرن العشرين.